# Ligor Sadil
Liguriáš „Ligor“ Sadil (10. září 1797 Polná – 16. září 1866 Polná), někdy chybně uváděn jako Libor Sadil, byl rakouský a český politik, aktivní během revoluce roku 1848, v 2. polovině 19. století poslanec Říšské rady.

## Biografie
Profesí byl statkářem v Německé Výskytné. Byl vzdělaný a veřejně aktivní. Během revolučního roku 1848 se zapojil do politiky. Ve volbách roku 1848 byl zvolen na rakouský ústavodárný Říšský sněm. Zastupoval volební obvod Německý Brod v Čechách. Uvádí se jako penzionovaný vrchní úředník. Patřil ke sněmovní pravici. Sám si organizoval volební kampaň, objížděl obce ve svém volebním regionu a vytiskl si propagační letáky, což ve své době byl ojedinělý způsob komunikace s voliči. Později zasedal v parlamentu i po jeho nuceném přestěhování do Kroměříže. Po rozpuštění sněmu se dočasně stáhl z politiky a zaměřil se na správu svého statku v domovské Výskytné.
Po obnovení ústavního systému se opět zapojil do politiky. V zemských volbách v roce 1861 usedl na Český zemský sněm za kurii městskou, obvod Německý Brod, Polná, Humpolec. Byl zvolen coby oficiální český kandidát (Národní strana, tedy staročeská). Uvádí se jako statkář. Zemský sněm ho delegoval i do Říšské rady (tehdy ještě volené nepřímo) za kurii městskou, obvod Kutná Hora. 16. listopadu 1864 složil slib.
Když se v březnu 1863 na zemském sněmu řešil návrh na odkup sbírky Hollarových mědirytin, odmítl to v rozpravě a doporučil použít peníze raději na podporu chudých tkalců v Krkonoších. Národní listy ho pak kritizovaly jako praktického venkovana a ctihodného stařečka, který se ale nezdá býti nadšen pro krásné umění a vyšší ideální zájmy člověčenstva. V prosinci 1865 se pak od něj část voličů v jeho domovském regionu veřejně distancovala, protože podpořil na sněmu i v Říšské radě některé návrhy provídeňských centralistů („Jeho celé jednání a spojení s centralisty našim snahám se protiví (...) My vůbec v něm žádného tlumočníka a zastupitele naší vůle a našeho přesvědčení nenalézáme.“). Již v roce 1864 si voliči z Vysočiny veřejně stěžovali, že hlasuje s německou vládní stranou a neúčastní se zasedání poslaneckého Českého klubu a uvedli, že podobně neloajálně se měl chovat již v roce 1848 na Říšském sněmu.
Zemřel v září 1866 na tzv. pruskou choleru. V zemském sněmu ho pak nahradil Antonín Schmidt.